# جيو ماتشيك
جيو ماتشيك (بالتشيكية: Jiří Macháček)‏ هو مغني وموسيقي وكاتب أغاني وممثل تشيكي، ولد في 6 يوليو 1966 في التشيك.

## وصلات خارجية
- جيو ماتشيك على موقع IMDb (الإنجليزية)
- جيو ماتشيك على موقع ألو سيني (الفرنسية)
- جيو ماتشيك على موقع ميوزك برينز (الإنجليزية)
- جيو ماتشيك على موقع أول موفي (الإنجليزية)
- جيو ماتشيك على موقع قاعدة بيانات الأفلام السويدية (السويدية)
- جيو ماتشيك على موقع ديسكوغز (الإنجليزية)
- جيو ماتشيك على موقع قاعدة بيانات الفيلم (الإنجليزية)
- جيو ماتشيك على موقع كينوبويسك (الروسية)